# Seleção Argentina de Futebol

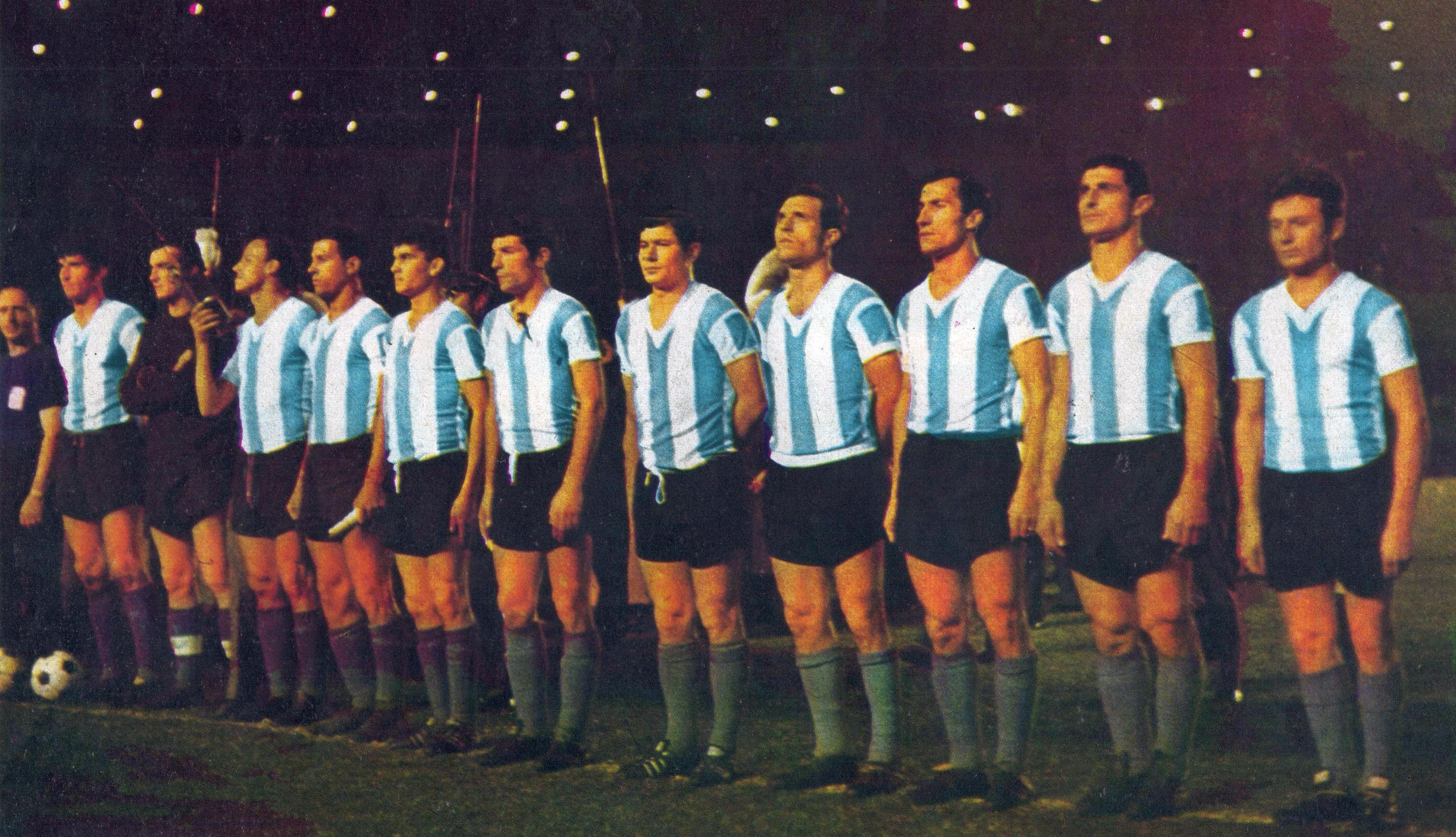
Seleção Argentina de Futebol 1964

A Seleção Argentina de Futebol representa na Associação do Futebol Argentino nas competições de futebol da CONMEBOL e FIFA.
Conhecida carinhosamente como La Albiceleste, a Argentina é uma das grandes seleções de futebol do mundo, tendo conquistado três Copas do Mundo em 1978, 1986 e 2022, dezesseis títulos da Copa América (sendo a mais vencedora da competição), uma Copa das Confederações em 1992, duas Copas Finalíssima em 1993 e 2022 (sendo a mais vencedora da competição), e duas medalhas de ouro nos Jogos Olímpicos de 2004 e de 2008. Juntamente com o Brasil e com a França, a Argentina é uma das três seleções nacionais a ter conquistado as três mais importantes competições de futebol entre seleções: A Copa do Mundo, a Copa das Confederações e o Torneio Olímpico de Futebol. Até hoje, a Argentina é a Seleção mais vitoriosa do mundo, tendo vencido 23 títulos oficiais da Seleção principal.
A Argentina possui 18 participações em Copas do Mundo (contando até a Copa de 2022), não tendo participado apenas de quatro Copas. Em 1938, desistiu de competir por não concordar que a Copa daquele ano fosse novamente na Europa, como já havia sido em 1934. Em 1950 e 1954, ficou de fora do mundial devido a questões políticas da AFA (não houve Copa em 1942 e 1946 devido à Segunda Guerra Mundial). E em 1970, a Seleção Argentina não passou nas Eliminatórias.
A última vez que ela levantou um troféu foi na Copa do Mundo FIFA de 2022. Antes do título da Copa América de 2021, a Seleção Argentina ficou por 28 anos sem ganhar um título, o último sendo a Copa América de 1993. Neste período, entre Copas do Mundo, Copas Américas e Copas das Confederações, foram 16 torneios disputados, com sete vice-campeonatos, a saber: Copa das Confederações de 1995, Copa América de 2004, Copa das Confederações de 2005, Copa América de 2007, Copa do Mundo de 2014, Copa América de 2015 e Copa América Centenário. Antes disso, o maior período que a Argentina havia ficado sem ganhar títulos era de 18 anos (entre a Campeonato Panamericano de Futebol de 1960 e a Copa do Mundo de 1978). Entre as Seleções campeãs do mundo, o jejum de 27 anos sem títulos da seleção principal da Argentina foi igual que aquele sofrido pela seleção brasileira entre 1922 e 1949, e só não foi maior que o da Inglaterra, que teve como última conquista a Copa do Mundo de 1966.

## História

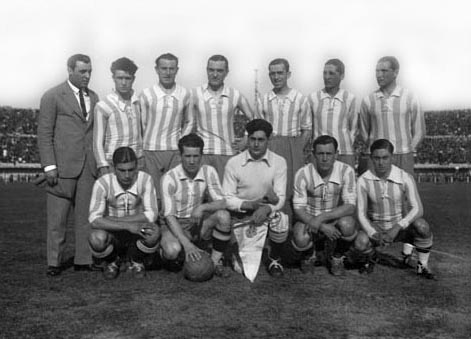
Seleção da Argentina em 1926 quando ganhou de Israel por 9 a 0

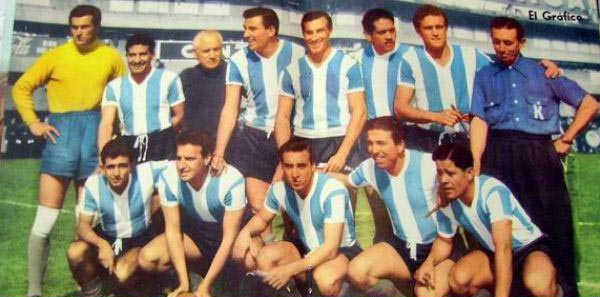
Seleção da Argentina em 1955

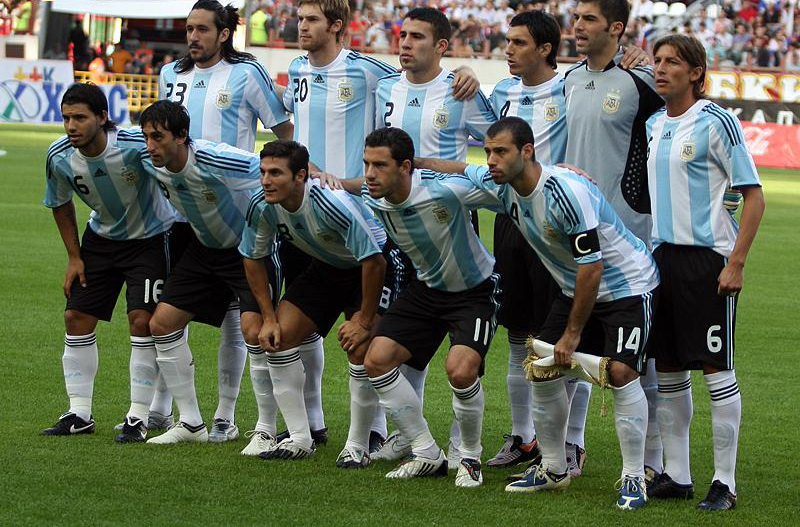
Seleção da Argentina nas Olimpíadas de 2008

### Futebol masculino

#### Copa do Mundo

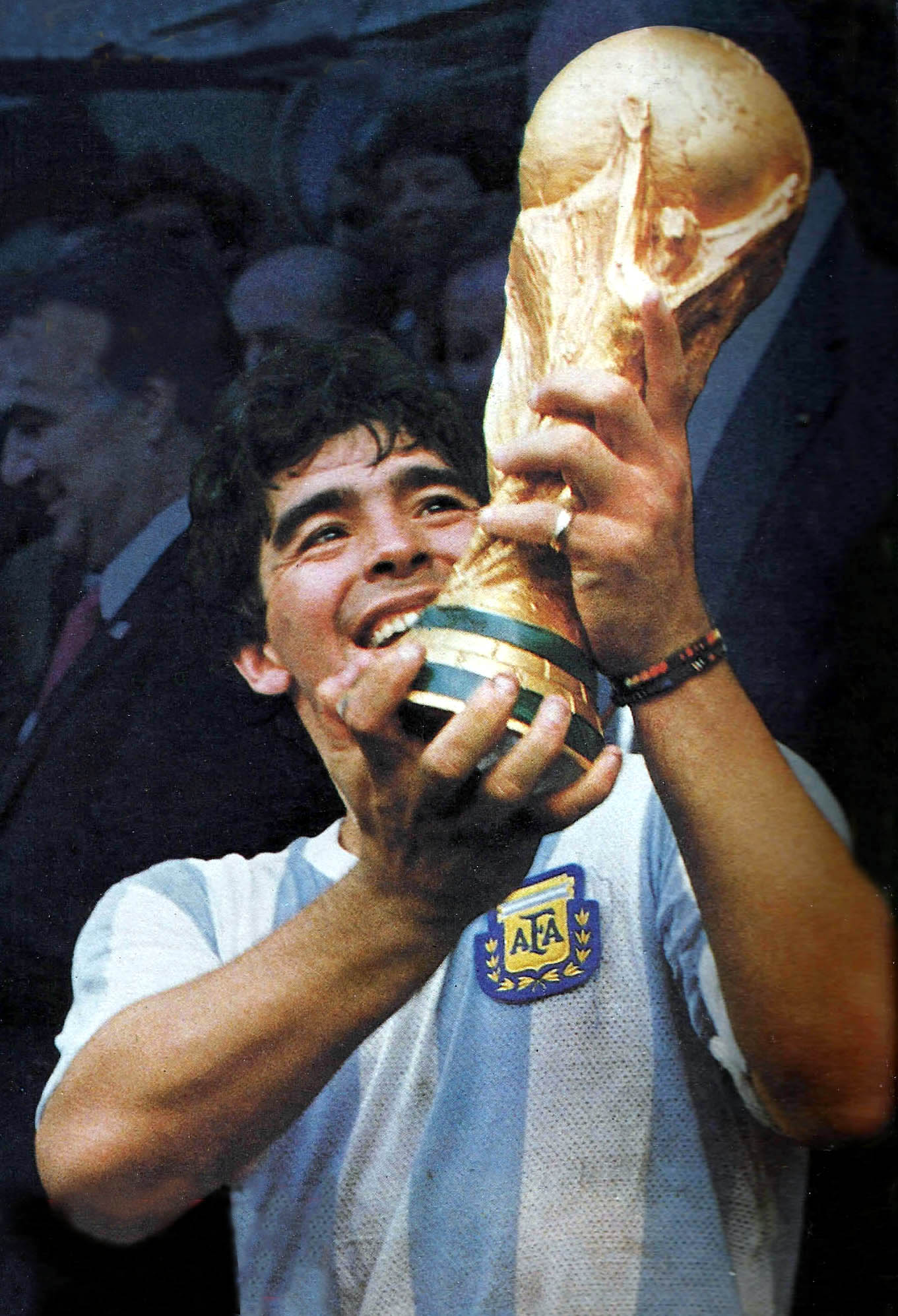
Diego Armando Maradona com a Copa do Mundo FIFA de 1986 em suas mãos.

A Argentina disputou seis finais de Copa do Mundo, ficando com o vice-campeonato em 1930, quando perdeu por 4 a 2, para o Uruguai. Os argentinos viriam a ganhar a final na sua segunda tentativa, em 1978, batendo os Países Baixos por 3 a 1. A curiosidade deste mundial ficou para a partida em Rosário. A Argentina tinha que vencer por uma diferença de quatro gols para se classificar e acabou vencendo por 6 a 0, em um jogo polêmico com o Peru e, assim, acabou com o sonho do Brasil de seguir adiante naquela copa. A seleção argentina também ganhou em 1986, numa campanha com vitórias sobre tradicionais seleções como o Uruguai nas oitavas de final, a Inglaterra nas quartas de final e a Alemanha Ocidental na final. Outra final da qual tomou parte a Argentina foi em 1990, quando perdeu por 1 a 0 para a Alemanha Ocidental. A Argentina disputou sua quinta final de Copa do Mundo contra a Alemanha, em 2014, e foi derrotada por 1x0 no segundo tempo da prorrogação. A sua última final de Copa foi em 2022, quando ganhou seu terceiro título sobre a França de 4 a 2 nos pênaltis, após um empate em 3x3 na prorrogação. A sua pior campanha em Copas aconteceu em 2002, quando perdeu ainda na fase de grupos. Nas Copas de 2006 e 2010 chegou às quartas de finais com autoridade, mas perdeu em ambas para a Seleção Alemã. No mundial de 2018 na Rússia a Seleção Argentina caiu nas oitavas de final para a França numa partida que terminou com placar de 4x3.

#### Copa América
A Argentina é a seleção que mais vezes ganhou Copas América na história, vencendo o título sul-americano por 16 vezes. A Argentina sediou a Copa América em 2011, mas fez uma campanha ruim e acabou eliminada nas quartas de final pelo Uruguai nos pênaltis. Em 2015 a Argentina chegou à final com autoridade. Venceu o Uruguai e a Jamaica (ambos por 1-0) e empatou com o Paraguai (2-2) na fase de grupos. Eliminou a Colômbia nas quartas de final e goleou o Paraguai por 6-1. Invicta, a Argentina foi à final contra o Chile, o anfitrião da competição. Após empate por 0 a 0 no tempo normal e prorrogação, os argentinos foram derrotados nos pênaltis por 4 a 1. Em 2016 na edição especial que comemorou o centenário da competição a Argentina encontrou pela frente a seleção do Chile na segunda final consecutiva entre as seleções, após um empate por 0 a 0 no tempo normal e após prorrogação, a vitória sorriu ao Chile nos pênaltis pelo placar de 4 a 2.

#### Jogos Pan-Americanos
A Argentina é a maior vencedora do torneio de futebol dos Jogos Pan-Americanos tendo conquistado a medalha de ouro nos anos de 1951, 1955, 1959, 1971, 1995, 2003 e 2019; a medalha de prata em 1963 e 2011 e a medalha de bronze em 1975, 1979 e 1987.
Nos Jogos Pan-Americanos de 2007 fez uma péssima campanha: não ganhou nenhum jogo e fez apenas um gol. Mas há que se dizer que participou com um time Sub-17, quando os demais times jogaram com jogadores de Sub-23.

## Rivalidades
Seu maior rival é o Brasil, com quem mantém uma vasta lista de confrontos nas mais variadas competições. E outro dos seus maiores rivais é o Uruguai, com quem mantém outra vasta lista de confrontos nas mais variadas competições, incluindo finais de Copa do Mundo e Copa América. Também mantém uma rivalidade com a Inglaterra devido à Guerra das Malvinas em 1982, vencida pela Inglaterra, e pelo polêmico gol de Diego Maradona realizado com a mão, na Copa de 1986, quando a Argentina bateu os ingleses por 2 a 1, nas quartas de final. Além disso, abriu uma rivalidade com o Chile, isso porque perdeu dois títulos da Copa América de forma consecutiva em 2015 e 2016, sendo ambas decididas nos pênaltis. Essa rivalidade tem o nome de "Clássico dos Andes", fazendo uma clara referência à Cordilheira dos Andes, localizada na fronteira entre os dois países.

#### Argentina vs. Brasil

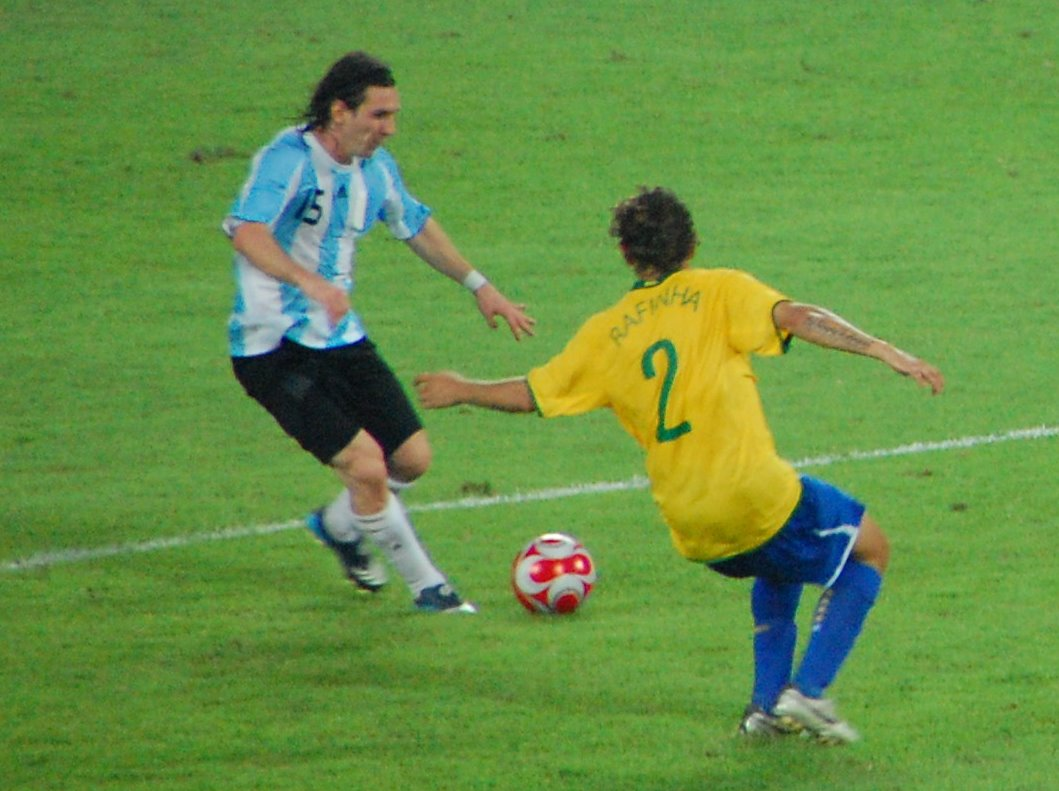
Lionel Messi, maior jogador argentino da atualidade, em um lance da partida entre Argentina e Brasil pelas semifinais do Jogos Olimpicos de Futebol de 2008 conquistado pela Argentina nesse mesmo ano.

O Derby das Américas, como é chamado por muitos, é a maior rivalidade da América, e por muitos a maior de todo o mundo. Quanto aos títulos, os argentinos levam vantagem no total: 23 vs. 20. Argentina tem vantagem na Copa América (16 títulos, contra 9 da Seleção Brasileira) e na Copa dos Campeões da CONMEBOL–UEFA (2 contra 0). Nas Olimpíadas ambas as seleções são bicampeãs, (Argentina em 2004 e 2008 e o Brasil em 2016 e 2021). As olimpíadas de 2020 foram adiadas para o ano de 2021 em decorrência do COVID-19. O Brasil é pentacampeão da Copa do Mundo (1958, 1962, 1970, 1994 e 2002), e tetracampeão da Copa das Confederações, enquanto os argentinos são tricampeões mundiais (1978, 1986 e 2022) e têm apenas um título da Copa das Confederações (1992).

#### Argentina vs. Uruguai
Argentina e Uruguai detêm o recorde de maior número de partidas entre dois países: foram 161 partidas desde 1901. A primeira partida contra o Uruguai foi a primeira partida oficial internacional jogada fora da Grã-Bretanha (Apesar do Canadá e os Estados Unidos terem jogado duas partidas internacionais em 1885 e 1886, nenhuma delas é considerada oficial; o Canadá não jogou uma partida oficial até 1904 e os EUA não jogaram uma até 1916). O Uruguai ganhou duas Copas do Mundo, da mesma forma que a Argentina. Em 1930 o Uruguai bateu a própria Argentina em casa por 4 a 2, se tornando a primeira seleção campeã do mundo.
Em 2011 a rivalidade ganhou mais um capítulo histórico. A partida, válida pelas quartas de final da Copa América, realizada na Argentina, estava sendo disputada em Santa Fé, no Estádio Brigadier General Estanislao López, que recebera o apelido de Cemitério dos Elefantes, porque durante suas primeiras décadas os cinco maiores clubes argentinos não obtinham bons resultados quando jogavam ali. A Argentina não vinha de uma boa campanha na primeira fase do torneio e dependia de uma vitória contra os uruguaios para conquistar moral e passar para as semis. O estádio estava lotado, e depois de 120 minutos de partida (tempo normal e prorrogação), o empate em 1x1 persistia. Na disputa por pênaltis, Carlos Tévez, conhecido no país como o "jogador do povo", teve a sua cobrança defendida por Fernando Muslera, goleiro do Uruguai e argentino de nascimento, decretando a vitória e a classificação uruguaia em solo argentino.
Na Copa América de 2015, houve o reencontro de argentinos e uruguaios na fase de grupos. A partida acabou 1 a 0 para os argentinos.

#### Argentina vs. Alemanha
A Argentina também suporta uma rivalidade histórica com a Alemanha, devido ao grande número de confrontos oficiais, incluindo três finais de Copa do Mundo, sendo as duas seleções que mais se enfrentaram em finais da Copa do Mundo.
Histórico
 3 X 2  - Final da Copa do Mundo de 1986
 0 X 1  - Final da Copa do Mundo de 1990
 2 X 2  - Fase de grupos da Copa das Confederações de 2005
 1 X 1  - Quartas de final da Copa do Mundo de 2006
 0 X 4  - Quartas de final da Copa do Mundo de 2010
 3 X 1  - Amistoso em 2012
 0 X 1  - Final da Copa do Mundo de 2014
 4 X 2  - Amistoso em 2014
Nas categorias menores, a seleção da Argentina também é a maior vencedora do Campeonato Mundial de Futebol Sub-20 com seis títulos, tendo sido campeã em 1979, 1995, 1997, 2001, 2005 e 2007. No Campeonato Sul-Americano de Futebol Sub-20 tem cinco títulos: 1967, 1997, 1999, 2003 e 2015.

### Futebol feminino
No futebol feminino conquistou pela primeira vez o Campeonato Sul-Americano de Futebol Feminino em 2006 derrotando o Brasil na final por 2 a 0.

## Títulos
Seleção principal
| MUNDIAIS          | MUNDIAIS                        | MUNDIAIS | MUNDIAIS                                                                                        |
| Troféus           | Competição                      | Vezes    | Ano                                                                                             |
| ----------------- | ------------------------------- | -------- | ----------------------------------------------------------------------------------------------- |
|                   | Copa do Mundo                   | 3        | 1978, 1986 e 2022                                                                               |
| INTERCONTINENTAIS |                                 |          |                                                                                                 |
| Troféus           | Competição                      | Vezes    | Ano                                                                                             |
|                   | Copa das Confederações          | 1        | 1992                                                                                            |
|                   | Campeonato Pan-Americano        | 1        | 1960                                                                                            |
|                   | Copa dos Campeões CONMEBOL–UEFA | 2        | 1993 e 2022                                                                                     |
| CONTINENTAIS      |                                 |          |                                                                                                 |
| Troféus           | Competição                      | Vezes    | Ano                                                                                             |
|                   | Copa América                    | 16       | 1921, 1925, 1927, 1929, 1937, 1941, 1945, 1946, 1947, 1955, 1957, 1959, 1991, 1993, 2021 e 2024 |

Seleção olímpica
| EVENTOS MULTIESPORTIVOS | EVENTOS MULTIESPORTIVOS | EVENTOS MULTIESPORTIVOS | EVENTOS MULTIESPORTIVOS                  |
| Medalhas                | Competição              | Vezes                   | Ano                                      |
| ----------------------- | ----------------------- | ----------------------- | ---------------------------------------- |
|                         | Jogos Olímpicos         | 2                       | 2004, 2008                               |
|                         | Jogos Olímpicos         | 2                       | 1928, 1996                               |
|                         | Jogos Pan-Americanos    | 7                       | 1951, 1955, 1959, 1971, 1995, 2003, 2019 |
|                         | Jogos Pan-Americanos    | 2                       | 1963, 2011                               |
|                         | Jogos Pan-Americanos    | 3                       | 1975, 1979, 1987                         |

 Campeão invicto

### Cronologia dos Títulos
| Sede           | Torneio                  | Ano  | N.º |
| -------------- | ------------------------ | ---- | --- |
| Argentina      | Copa América             | 1921 | 1º  |
| Argentina      | Copa América             | 1925 | 2º  |
| Peru           | Copa América             | 1927 | 3º  |
| Argentina      | Copa América             | 1929 | 4º  |
| Argentina      | Copa América             | 1937 | 5º  |
| Chile          | Copa América             | 1941 | 6º  |
| Chile          | Copa América             | 1945 | 7º  |
| Argentina      | Copa América             | 1946 | 8º  |
| Equador        | Copa América             | 1947 | 9º  |
| Chile          | Copa América             | 1955 | 10º |
| Peru           | Copa América             | 1957 | 11º |
| Argentina      | Copa América             | 1959 | 12º |
| Costa Rica     | Campeonato Pan-Americano | 1960 | 13º |
| Argentina      | Copa do Mundo            | 1978 | 14º |
| México         | Copa do Mundo            | 1986 | 15º |
| Chile          | Copa América             | 1991 | 16º |
| Arábia Saudita | Copa das Confederações   | 1992 | 17º |
| Argentina      | Finalíssima              | 1993 | 18º |
| Equador        | Copa América             | 1993 | 19º |
| Brasil         | Copa América             | 2021 | 20º |
| Inglaterra     | Finalíssima              | 2022 | 21º |
| Catar          | Copa do Mundo            | 2022 | 22° |
| Estados Unidos | Copa América             | 2024 | 23º |

### Títulos não oficiais
| TORNEIOS AMISTOSOS | TORNEIOS AMISTOSOS                   | TORNEIOS AMISTOSOS | TORNEIOS AMISTOSOS                                                                                          |
| Troféu             | Competição                           | Vezes              | Ano |
| ------------------ | ------------------------------------ | ------------------ | --- |
| /                  | Copa Lipton                          | 18                 | 1906, 1907, 1908, 1909, 1913, 1915, 1916, 1917, 1918, 1928 , 1937, 1942, 1945, 1957, 1962, 1968, 1976, 1992 |
| /                  | Copa Newton                          | 17                 | 1906, 1907, 1908, 1909, 1911, 1916, 1918, 1924, 1927, 1928, 1937, 1942, 1945, 1957, 1973, 1975, 1976        |
| Argentina          | Copa de Honra da Argentina           | 7                  | 1909, 1911, 1913, 1914, 1918, 1919, 1920                                                                    |
| Argentina          | Copa Centenário da Revolução de Maio | 1                  | 1910 |
| Uruguai            | Copa de Honra do Uruguai             | 5                  | 1915, 1916, 1917, 1923, 1924                                                                                |
| /                  | Copa Círculo de la Prensa            | 1                  | 1916 |
| /                  | Copa Roca                            | 4                  | 1923, 1939/40, 1940, 1971                                                                                   |
| /                  | Copa Rosa Chevallier Boutell         | 13                 | 1924, 1925, 1926, 1931, 1939, 1940, 1943, 1945, 1950, 1956, 1963, 1964, 1971                                |
| Uruguai            | Copa Héctor Gómez                    | 3                  | 1935, 1938, 1943                                                                                            |
| Argentina          | Copa Juan Mignaburu                  | 5                  | 1935, 1936, 1938, 1940, 1943                                                                                |
| Argentina          | Copa Presidente do Chile             | 1                  | 1940 |
| Chile              | Copa Presidente da Argentina         | 1                  | 1941 |
| Peru               | Copa Roque Sáenz Peña                | 1                  | 1941 |
| /                  | Copa Carlos Dittborn Pinto           | 8                  | 1962, 1964, 1965, 1968, 1971, 1972, 1974, 1976                                                              |
| Brasil             | Taça das Nações                      | 1                  | 1964 |
| /                  | Copa Mariscal Ramón Castilla         | 3                  | 1973, 1976, 1978                                                                                            |
| /                  | Copa Félix Bogado                    | 1                  | 1976 |
| França             | Torneio Internacional de Toulon      | 2                  | 1975, 1998                                                                                                  |
| Japão              | Copa Kirin                           | 2                  | 1992, 2003                                                                                                  |

### Títulos Amistosos (conquistados em partida única)
- Copa Montevidéu: (1912) contra o Uruguai
- Copa Câmara de Deputados da Argentina: (1929) contra o Uruguai
- Copa Centro Automobilístico do Uruguai: (1929) contra o Uruguai
- Copa Raúl Colombo: (1956) contra o Brasil
- Copa Cornelio Saavedra: (1975) contra a Bolívia
- Copa 75° Aniversário da FIFA: (1979) contra a Países Baixos
- Copa Centenário da A.F.A.: (1993) contra o Brasil
- Copa Salta: (1994) contra o Marrocos
- Copa Mercosul: (1995) contra o Paraguai
- Copa Challenge Nelson Mandela: (1995) contra a África do Sul
- Copa das Municipalidades de Córdoba: (1995) contra o Peru
- Copa Província de Buenos Aires: (1995) contra a Austrália
- Copa Banco de Mendoza: (1998) contra a Austrália
- Copa Coca-Cola: (1999) contra o Brasil
- Copa Reebok: (2000) contra o México
- Copa Loteria de la Provincia: (2010) contra a Jamaica
- Copa Chaco: (2011) contra o Paraguai
- Copa Times Of India: (2011) contra a Venezuela
- Copa Francisco: (2013) contra a Itália
- Copa Amistad: (2015) contra a Bolivia
- Super Clásico Championship: (2017) contra o Brasil
- Copa Adidas: (2018) contra o México
- Copa San Juan: (2019) contra a Nicarágua
- Super Clásico Championship: (2019) contra o Brasil

### Títulos de base

#### Seleção Sub-23
- Campeonato Sul-Americano Sub-23 Pré-Olímpico: 5 (1960, 1964, 1980, 2004, 2020)

#### Seleção Sub-20
- Copa do Mundo Sub-20: 6 (1979, 1995, 1997, 2001, 2005, 2007)
- Campeonato Sul-Americano Sub-20: 5 (1967, 1997, 1999, 2003, 2015)

#### Seleção Sub-17
- Campeonato Sul-Americano Sub-17: 4 (1985, 2003, 2013, 2019)

#### Seleção Sub-15
- Campeonato Sul-Americano Sub-15: 1 (2017)

## Campanhas
| Seleção Principal               | Seleção Principal                                                                                   | Seleção Principal                                                                       | Seleção Principal                                  | Seleção Principal |
| Torneio                         | Campeão                                                                                             | Vice-campeão                                                                            | Terceiro                                           | Quarto            |
| ------------------------------- | --------------------------------------------------------------------------------------------------- | --------------------------------------------------------------------------------------- | -------------------------------------------------- | ----------------- |
| Copa do Mundo                   | 3 (1978, 1986, 2022)                                                                                | 3 (1930, 1990, 2014)                                                                    |                                                    |                   |
| Copa das Confederações          | 1 (1992)                                                                                            | 2 (1995, 2005)                                                                          |                                                    |                   |
| Copa América                    | 16 (1921, 1925, 1927, 1929, 1937, 1941, 1945, 1946, 1947, 1955, 1957, 1959, 1991, 1993, 2021, 2024) | 14 (1916, 1917, 1920, 1923, 1924, 1926, 1935, 1942, 1959, 1967, 2004, 2007, 2015, 2016) | 5 (1919, 1956, 1963, 1989, 2019)                   | 2 (1922, 1987)    |
| Copa dos Campeões CONMEBOL–UEFA | 2 (1993, 2022)                                                                                      |                                                                                         |                                                    |                   |
| Campeonato Pan-Americano        | 1 (1960)                                                                                            | 1 (1956)                                                                                |                                                    |                   |
| Seleção de Base                 | |                                                                                         |                                                    |                   |
| Torneio                         | Campeão                                                                                             | Vice-campeão                                                                            | Terceiro                                           | Quarto            |
| Campeonato Mundial Sub-20       | 6 (1979, 1995, 1997, 2001, 2005, 2007)                                                              | 1 (1983)                                                                                |                                                    | 1 (2003)          |
| Campeonato Mundial Sub-17       | |                                                                                         | 3 (1991, 1995, 2003)                               | 2 (2001, 2013)    |
| Campeonato Sul-Americano Sub-23 | 5 (1960, 1964, 1980, 2004, 2020)                                                                    | 3 (1988, 1996, 2024)                                                                    | 3 (1972, 1976, 2000)                               |                   |
| Campeonato Sul-Americano Sub-20 | 5 (1967, 1997, 1999, 2003, 2015)                                                                    | 7 (1958, 1979, 1991, 1995, 2001, 2007, 2019)                                            | 8 (1971, 1975, 1981, 1983, 1987, 1988, 2005, 2011) | 2 (1974, 2017)    |
| Campeonato Sul-Americano Sub-17 | 4 (1985, 2003, 2013, 2019)                                                                          | 6 (1988, 1995, 1997, 2001, 2009, 2015)                                                  | 5 (1991, 1993, 2007, 2011, 2023)                   | 2 (1986, 1999)    |
| Campeonato Sul-Americano Sub-15 | 1 (2017)                                                                                            | 2 (2005, 2019)                                                                          | 5 (2004, 2007, 2011, 2013, 2015)                   |                   |
| Seleção Olímpica                | |                                                                                         |                                                    |                   |
| Torneio                         | Ouro                                                                                                | Prata                                                                                   | Bronze                                             |                   |
| Jogos Olímpicos                 | 2 (2004, 2008)                                                                                      | 2 (1928, 1996)                                                                          |                                                    |                   |
| Jogos Pan-Americanos            | 7 (1951, 1955, 1959, 1971, 1995, 2003, 2019)                                                        | 2 (1963, 2011)                                                                          | 3 (1975, 1979, 1987)                               |                   |
| Jogos Sul-Americanos            | 2 (1982, 1986)                                                                                      | 1 (2014)                                                                                |                                                    |                   |

### Desempenho em competições oficiais
Copa do Mundo
| Desempenho na Copa do Mundo | Desempenho na Copa do Mundo | Desempenho na Copa do Mundo | Desempenho na Copa do Mundo | Desempenho na Copa do Mundo | Desempenho na Copa do Mundo | Desempenho na Copa do Mundo | Desempenho na Copa do Mundo | Desempenho na Copa do Mundo |
| Total: 3 títulos            | Total: 3 títulos            | Total: 3 títulos            | Total: 3 títulos            | Total: 3 títulos            | Total: 3 títulos            | Total: 3 títulos            | Total: 3 títulos            | Total: 3 títulos            |
| Ano                         | Fase                        | Posição                     | J                           | V                           | E[i]                        | D                           | GP                          | GC                          |
| --------------------------- | --------------------------- | --------------------------- | --------------------------- | --------------------------- | --------------------------- | --------------------------- | --------------------------- | --------------------------- |
| 1930                        | Vice-campeão                | 2/13                        | 5                           | 4                           | 0                           | 1                           | 18                          | 9                           |
| 1934                        | 1ª fase                     | 9/16                        | 1                           | 0                           | 0                           | 1                           | 2                           | 3                           |
| 1938                        | Não participou              | Não participou              | Não participou              | Não participou              | Não participou              | Não participou              | Não participou              | Não participou              |
| 1950                        | Não participou              | Não participou              | Não participou              | Não participou              | Não participou              | Não participou              | Não participou              | Não participou              |
| 1954                        | Não participou              | Não participou              | Não participou              | Não participou              | Não participou              | Não participou              | Não participou              | Não participou              |
| 1958                        | 1ª fase                     | 13/16                       | 3                           | 1                           | 0                           | 2                           | 5                           | 10                          |
| 1962                        | 1ª fase                     | 10/16                       | 3                           | 1                           | 1                           | 1                           | 2                           | 3                           |
| 1966                        | Quartas de final            | 5/16                        | 4                           | 2                           | 1                           | 1                           | 4                           | 2                           |
| 1970                        | Não se classificou          | Não se classificou          | Não se classificou          | Não se classificou          | Não se classificou          | Não se classificou          | Não se classificou          | Não se classificou          |
| 1974                        | 2ª fase                     | 8/16                        | 6                           | 1                           | 2                           | 3                           | 9                           | 12                          |
| 1978                        | Campeão                     | 1/16                        | 7                           | 5                           | 1                           | 1                           | 15                          | 4                           |
| 1982                        | 2ª fase                     | 11/24                       | 5                           | 2                           | 0                           | 3                           | 8                           | 7                           |
| 1986                        | Campeão                     | 1/24                        | 7                           | 6                           | 1                           | 0                           | 14                          | 5                           |
| 1990                        | Vice-campeão                | 2/24                        | 7                           | 2                           | 3                           | 2                           | 5                           | 4                           |
| 1994                        | Oitavas de final            | 11/24                       | 4                           | 2                           | 0                           | 2                           | 8                           | 6                           |
| 1998                        | Quartas de final            | 6/32                        | 5                           | 3                           | 1                           | 1                           | 10                          | 4                           |
| 2002                        | 1ª fase                     | 18/32                       | 3                           | 1                           | 1                           | 1                           | 2                           | 2                           |
| 2006                        | Quartas de final            | 6/32                        | 5                           | 3                           | 2                           | 0                           | 11                          | 3                           |
| 2010                        | Quartas de final            | 5/32                        | 5                           | 4                           | 0                           | 1                           | 10                          | 6                           |
| 2014                        | Vice-campeão                | 2/32                        | 7                           | 5                           | 1                           | 1                           | 8                           | 4                           |
| 2018                        | Oitavas de final            | 16/32                       | 4                           | 1                           | 1                           | 2                           | 6                           | 9                           |
| 2022                        | Campeão                     | 1/32                        | 7                           | 4                           | 2                           | 1                           | 15                          | 8                           |
| 2026                        | A definir                   |                             |                             |                             |                             |                             |                             |                             |
| Total                       | 18/21                       | 3 títulos                   | 88                          | 47                          | 17                          | 24                          | 152                         | 101                         |

Copa América
| 1916 | Vice-campeão   | 1941 | Campeão        | 1979 | 1ª fase          | 2019 | Terceiro lugar |
| 1917 | Vice-campeão   | 1942 | Vice-campeão   | 1983 | 1ª fase          | 2021 | Campeão        |
| 1919 | Terceiro lugar | 1945 | Campeão        | 1987 | Quarto lugar     | 2024 | Campeão        |
| 1920 | Vice-campeão   | 1946 | Campeão        | 1989 | Terceiro lugar   |      |                |
| 1921 | Campeão        | 1947 | Campeão        | 1991 | Campeão          |      |                |
| 1922 | Quarto lugar   | 1949 | Não participou | 1993 | Campeão          |      |                |
| 1923 | Vice-campeão   | 1953 | Não participou | 1995 | Quartas de final |      |                |
| 1924 | Vice-campeão   | 1955 | Campeão        | 1997 | Quartas de final |      |                |
| 1925 | Campeão        | 1956 | Terceiro lugar | 1999 | Quartas de final |      |                |
| 1926 | Vice-campeão   | 1957 | Campeão        | 2001 | Não Participou   |      |                |
| 1927 | Campeão        | 1959 | Campeão        | 2004 | Vice-campeão     |      |                |
| 1929 | Campeão        | 1959 | Vice-campeão   | 2007 | Vice-campeão     |      |                |
| 1935 | Vice-campeão   | 1963 | Terceiro lugar | 2011 | Quartas de final |      |                |
| 1937 | Campeão        | 1967 | Vice-campeão   | 2015 | Vice-campeão     |      |                |
| 1939 | Não participou | 1975 | 1ª fase        | 2016 | Vice-campeão     |      |                |

Copa das Confederações
| Desempenho na Copa das Confederações | Desempenho na Copa das Confederações | Desempenho na Copa das Confederações | Desempenho na Copa das Confederações | Desempenho na Copa das Confederações | Desempenho na Copa das Confederações | Desempenho na Copa das Confederações | Desempenho na Copa das Confederações |                |
| Total: 1 título                      | Total: 1 título                      | Total: 1 título                      | Total: 1 título                      | Total: 1 título                      | Total: 1 título                      | Total: 1 título                      | Total: 1 título                      |                |
| Ano                                  | Fase                                 | J                                    | V                                    | E[i]                                 | D                                    | GP                                   | GC                                   |                |
| ------------------------------------ | ------------------------------------ | ------------------------------------ | ------------------------------------ | ------------------------------------ | ------------------------------------ | ------------------------------------ | ------------------------------------ | -------------- |
| 1992                                 | Campeão                              | 2                                    | 2                                    | 0                                    | 0                                    | 7                                    | 1                                    |                |
| 1995                                 | Vice-campeão                         | 3                                    | 1                                    | 1                                    | 1                                    | 5                                    | 3                                    |                |
| 1997                                 | Não participou                       | Não participou                       | Não participou                       | Não participou                       | Não participou                       | Não participou                       | Não participou                       | Não participou |
| 1999                                 | Não participou                       | Não participou                       | Não participou                       | Não participou                       | Não participou                       | Não participou                       | Não participou                       | Não participou |
| 2001                                 | Não participou                       | Não participou                       | Não participou                       | Não participou                       | Não participou                       | Não participou                       | Não participou                       | Não participou |
| 2003                                 | Não participou                       | Não participou                       | Não participou                       | Não participou                       | Não participou                       | Não participou                       | Não participou                       | Não participou |
| 2005                                 | Vice-campeão                         | 5                                    | 2                                    | 2                                    | 1                                    | 10                                   | 10                                   |                |
| 2009                                 | Não participou                       | Não participou                       | Não participou                       | Não participou                       | Não participou                       | Não participou                       | Não participou                       | Não participou |
| 2013                                 | Não participou                       | Não participou                       | Não participou                       | Não participou                       | Não participou                       | Não participou                       | Não participou                       | Não participou |
| 2017                                 | Não participou                       | Não participou                       | Não participou                       | Não participou                       | Não participou                       | Não participou                       | Não participou                       | Não participou |
| Total                                | 1 título                             | 10                                   | 5                                    | 3                                    | 2                                    | 22                                   | 14                                   |                |

- i. ^ Indica empates incluindo jogos eliminatórios decididos nos pênaltis.

### Jogos em Copa do Mundo
- 1930 - Campanha: 1x0 França, 6x3 México, 3x1 Chile, 6x1 Estados Unidos, 2x4 Uruguai.
- 1934 - Campanha: 2x3 Suécia.
- 1938 - Não Participou
- 1950 - Não Participou
- 1954 - Não Participou
- 1958 - Campanha: 1x3 Alemanha Ocidental, 3x1 Irlanda do Norte, 1x6 Tchecoslováquia.
- 1962 - Campanha: 1x0 Bulgária, 1x3 Inglaterra, 0x0 Hungria.
- 1966 - Campanha: 2x1 Espanha, 0x0 Alemanha Ocidental, 2x0 Suíça, 0x1 Inglaterra.
- 1970 - Não se classificou
- 1974 - Campanha: 2x3 Polônia, 1x1 Itália, 4x1 Haiti, 0x4 Países Baixos, 1x2 Brasil, 1x1 Alemanha Oriental.
- 1978 - Campanha: 2x1 Hungria, 2x1 França, 0x1 Itália, 2x0 Polônia, 0x0 Brasil, 6x0 Peru, 3x1 Países Baixos.
- 1982 - Campanha: 0x1 Bélgica, 4x1 Hungria, 2x0 El Salvador, 1x2 Itália, 1x3 Brasil.
- 1986 - Campanha: 3x1 Coreia do Sul, 1x1 Itália, 2x0 Bulgária, 1x0 Uruguai, 2x1 Inglaterra, 2x0 Bélgica, 3x2 Alemanha Ocidental.
- 1990 - Campanha: 0x1 Camarões, 2x0 União Soviética, 1x1 Romênia, 1x0 Brasil, 0x0 Iugoslávia (3x2 pen.), 1x1 Itália (4x3 pen.), 0x1 Alemanha Ocidental.
- 1994 - Campanha: 4x0 Grécia, 2x1 Nigéria, 0x2 Bulgária, 2x3 Romênia.
- 1998 - Campanha: 1x0 Japão, 5x0 Jamaica, 1x0 Croácia, 2x2 Inglaterra (4x3 pen.), 1x2 Países Baixos.
- 2002 - Campanha: 1x0 Nigéria, 0x1 Inglaterra, 1x1 Suécia.
- 2006 - Campanha: 2x1 Costa do Marfim, 6x0 Sérvia e Montenegro, 0x0 Países Baixos, 2x1 México, 1x1 Alemanha (2x4 pen.).
- 2010 - Campanha: 1x0 Nigéria, 4x1 Coreia do Sul, 2x0 Grécia, 3x1 México, 0x4 Alemanha.
- 2014 - Campanha: 2x1 Bósnia, 1x0 Irã, 3x2 Nigéria, 1x0 Suíça, 1x0 Bélgica, 0x0 Países Baixos (4x2 pen.), 0x1 Alemanha
- 2018 - Campanha: 1x1 Islândia, 0x3 Croácia, 2x1 Nigéria, 3x4 França.
- 2022 - Campanha: 1x2 Arábia Saudita, 2x0 México, 2x0 Polônia, 2x1 Austrália, 2x2 Holanda (4x3 pen.), 3x0 Croácia, 3x3 França (4x2 pen).

## Uniformes

### Uniformes atuais

#### Uniformes dos jogadores
- 1º - Camisa com listras em azul celeste e branco, calção preto e meias brancas;
- 2º - Camisa azul, calção e meias azuis.

| 1º Uniforme | 2º Uniforme | Alt. 1 | Alt. 2 | Especial |

#### Uniformes dos goleiros
- Camisa preta, calção e meias pretas;
- Camisa verde, calção e meias verdes;
- Camisa vermelha, calção e meias vermelhas;
- Camisa amarela, calção e meias amarelas.

| Cores do Time · Cores do Time · Cores do Time · Cores do Time · Cores do Time | Cores do Time · Cores do Time · Cores do Time · Cores do Time · Cores do Time | Cores do Time · Cores do Time · Cores do Time · Cores do Time · Cores do Time | Cores do Time · Cores do Time · Cores do Time · Cores do Time · Cores do Time | Cores do Time · Cores do Time · Cores do Time · Cores do Time · Cores do Time |

#### Uniformes de treino
- Camisa azul celeste, calção azul marinho e meias brancas;
- Camisa azul marinho, calção azul marinho e meias brancas.

| Jogadores | C. Técnica |

### Uniformes anteriores

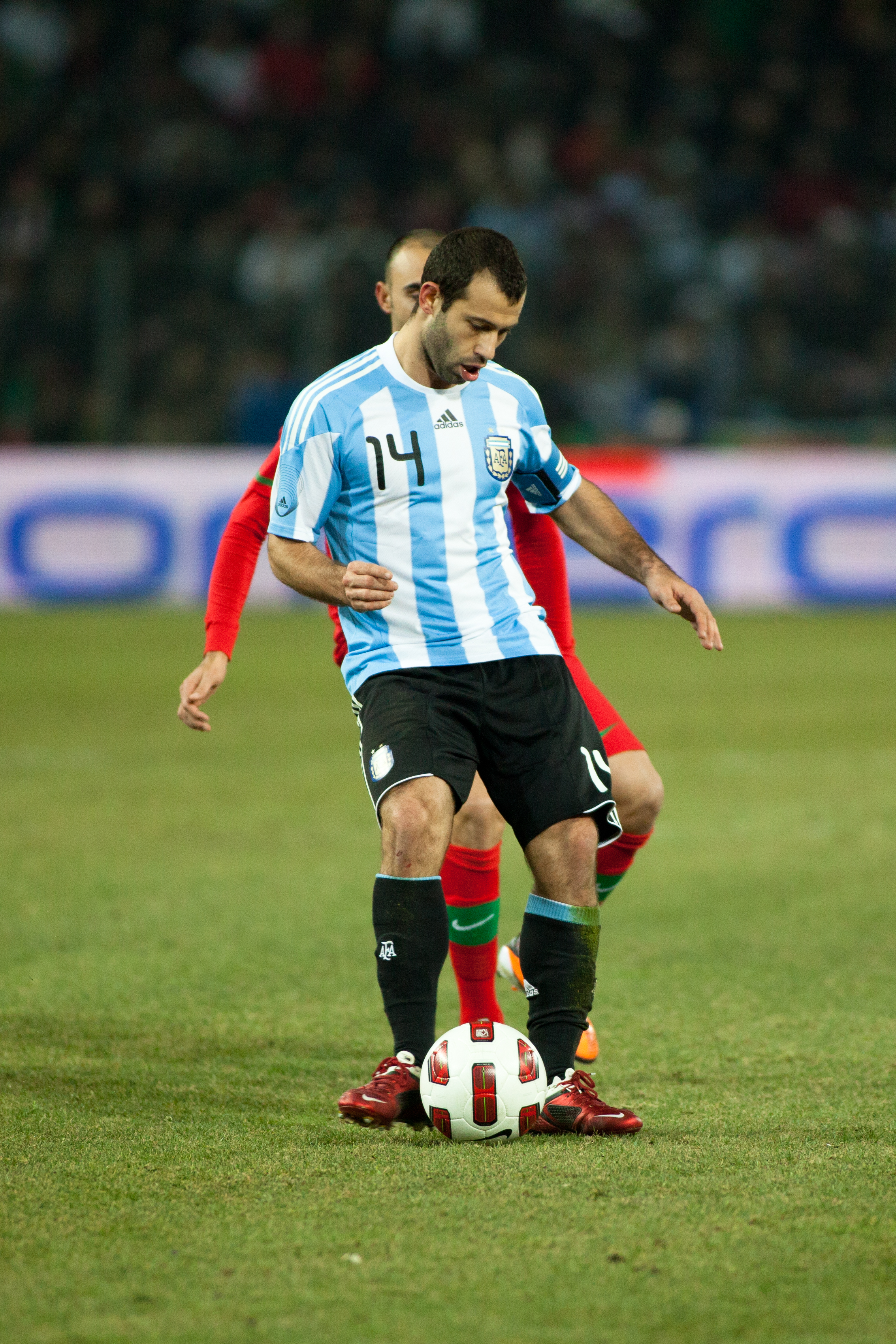
Javier Mascherano é o único futebolista argentino a conquistar duas medalhas de ouro olímpicas: em 2004 e 2008

- 2022

| Primeiro | Segundo | Alternativo | Alternativo | Alternativo |

- 2021

| Primeiro | Segundo | Alternativo |

- 2019

| Primeiro | Segundo | Alternativo |

- 2018

| Primeiro | Segundo | Alternativo | Alternativo |

- 2016

| Primeiro | Segundo | Alternativo |

- 2015

| Primeiro | Segundo | Alternativo |

- 2014

| Primeiro | Segundo | Alternativo |

- 2011

| Primeiro | Segundo |  | Alternativo | Alternativo |

- 2010

| Primeiro | Segundo | Alternativo | Alternativo |

- 2008

| Primeiro | Segundo | Alternativo | Alternativo |

- 2006

| Primeiro | Segundo | Alternativo | Alternativo |

- 2004

| Primeiro | Segundo | Terceiro | Alternativo | Alternativo |

- 2002

| Primeiro | Segundo | Alternativo | Alternativo |

- 1993

| Primeiro | Segundo |

### Evolução dos uniformes

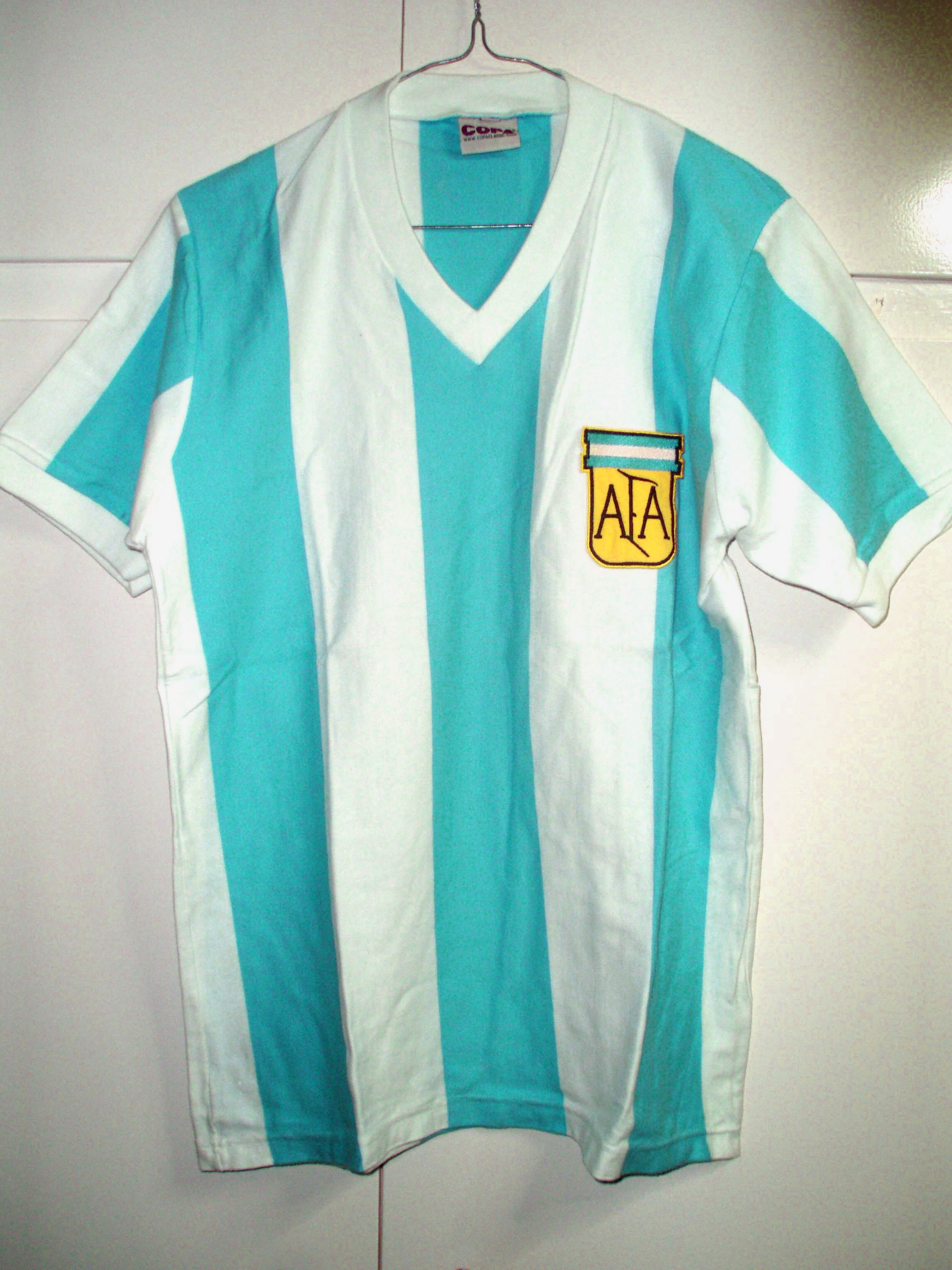
Copa do Mundo de 1978
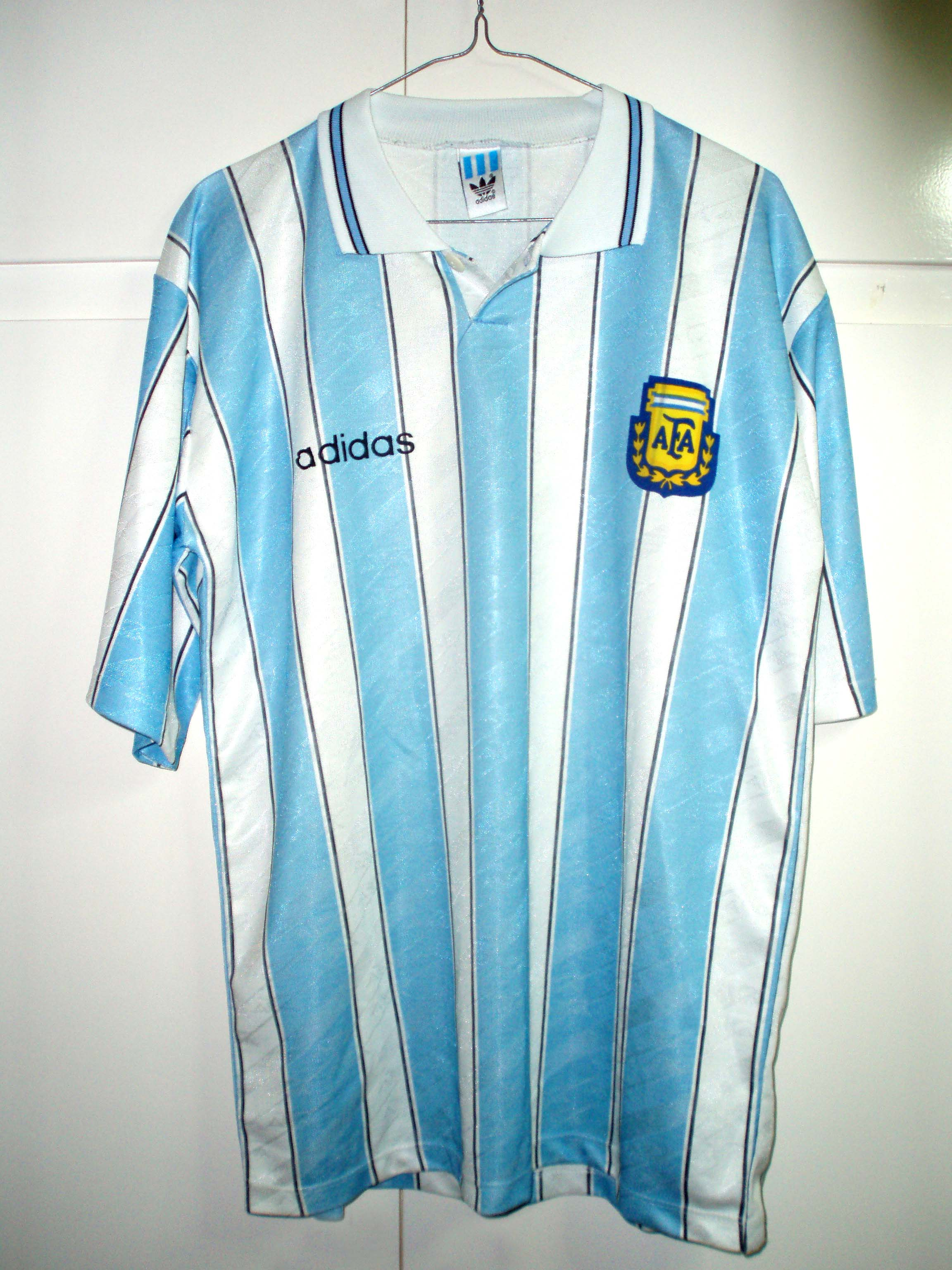
Copa do Mundo de 1994
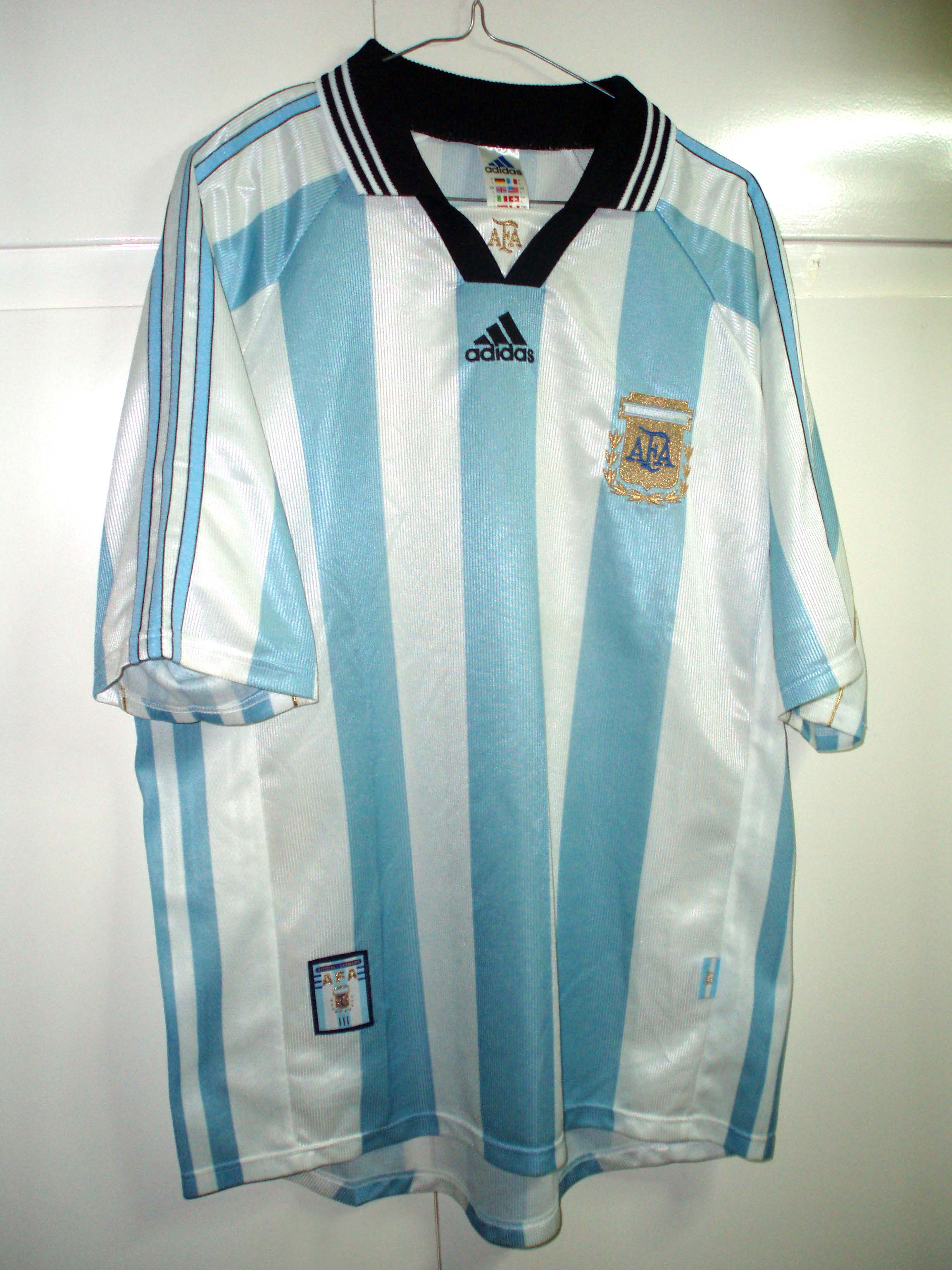
Copa do Mundo de 1998
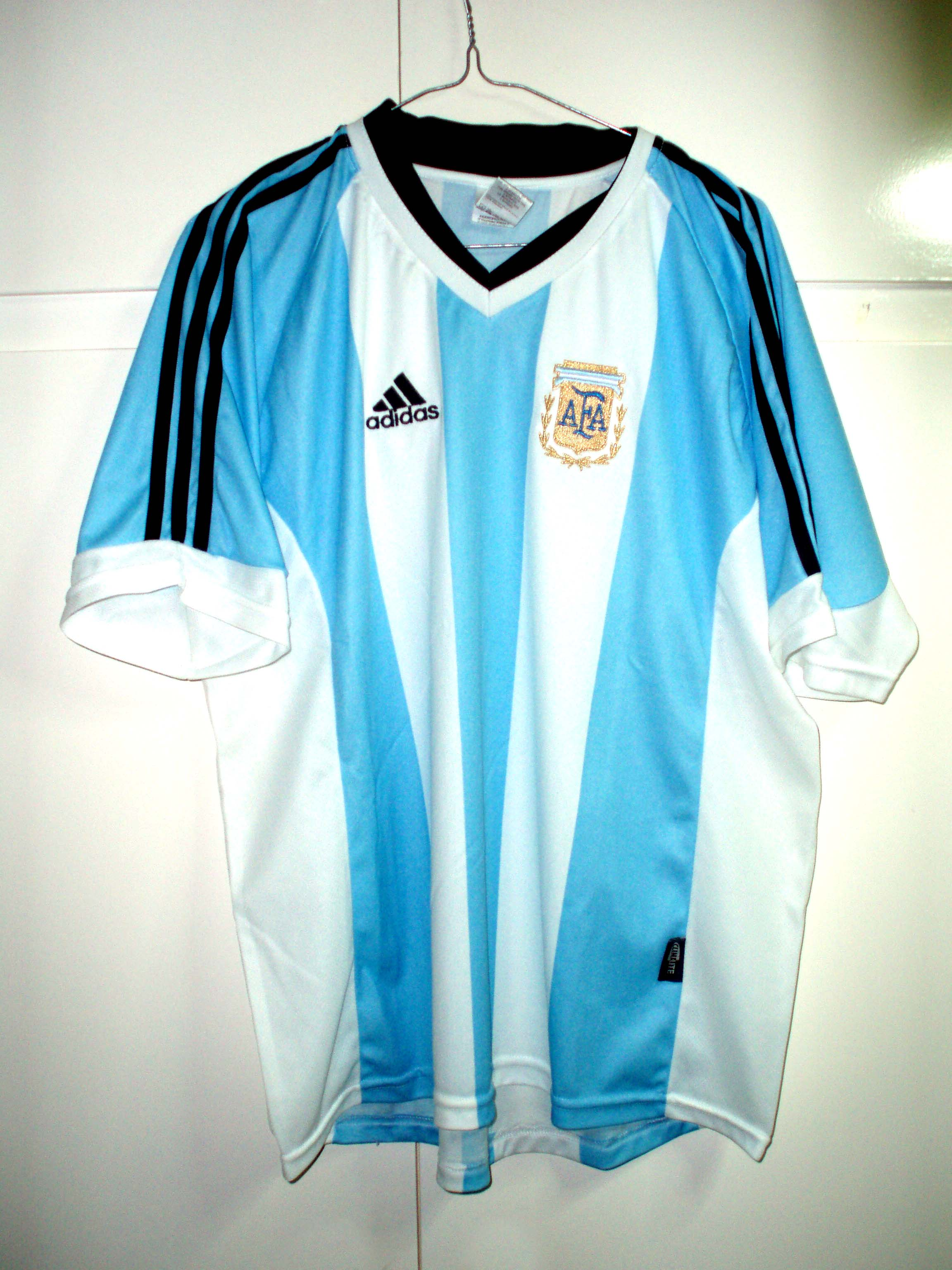
Pré-Copa do Mundo de 2002
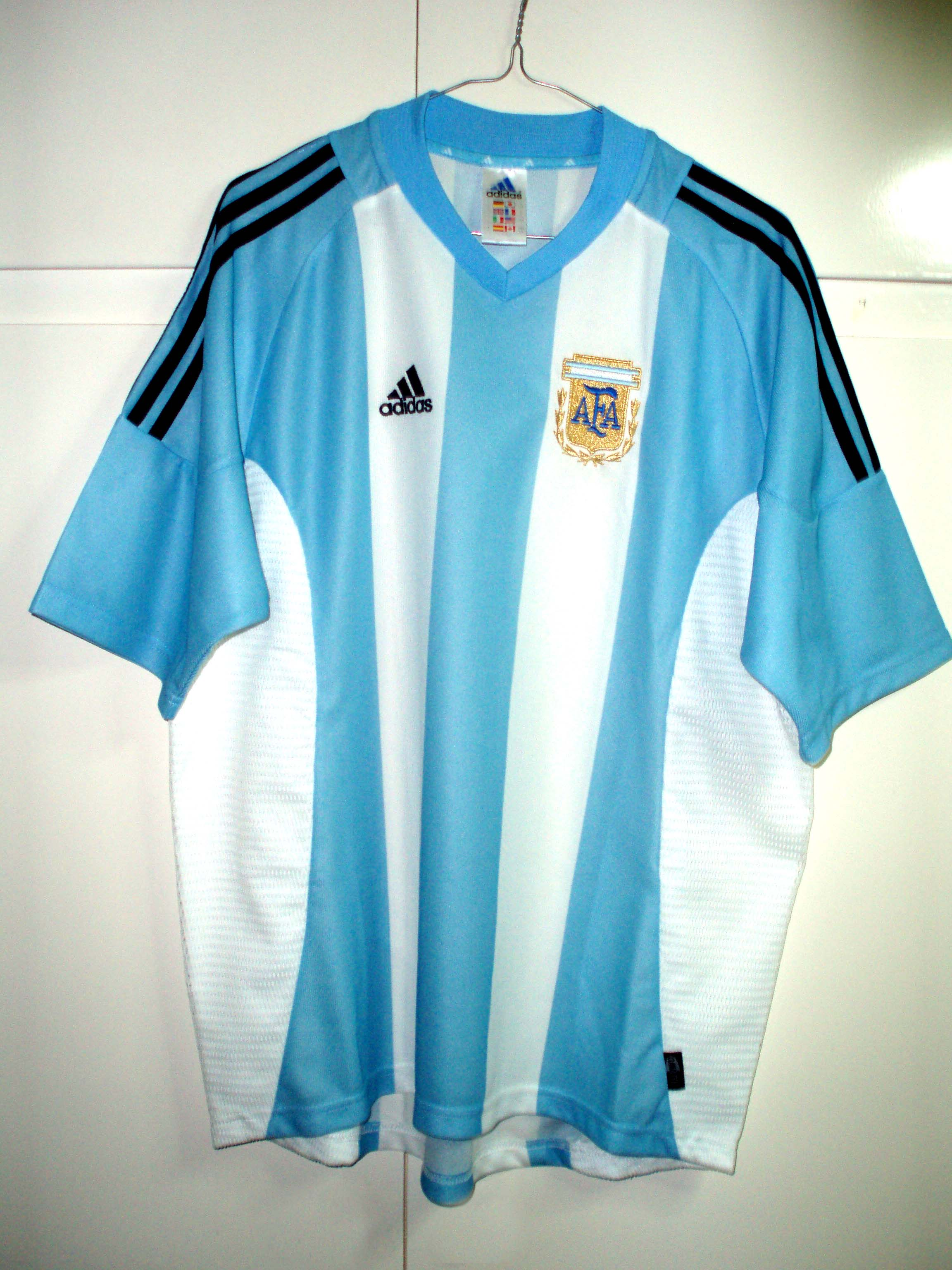
Copa do Mundo de 2002
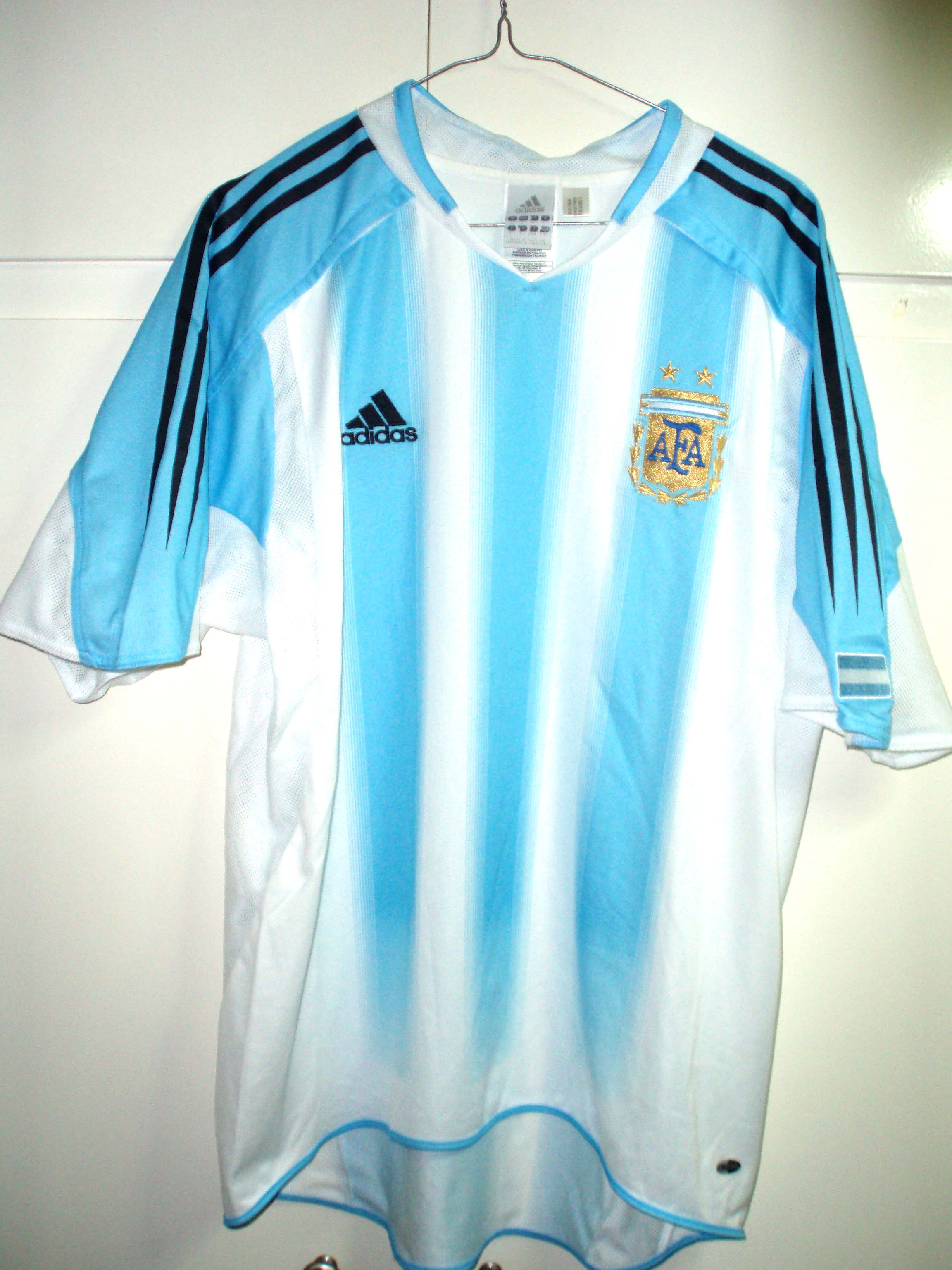
Jogos Olímpicos de 2004
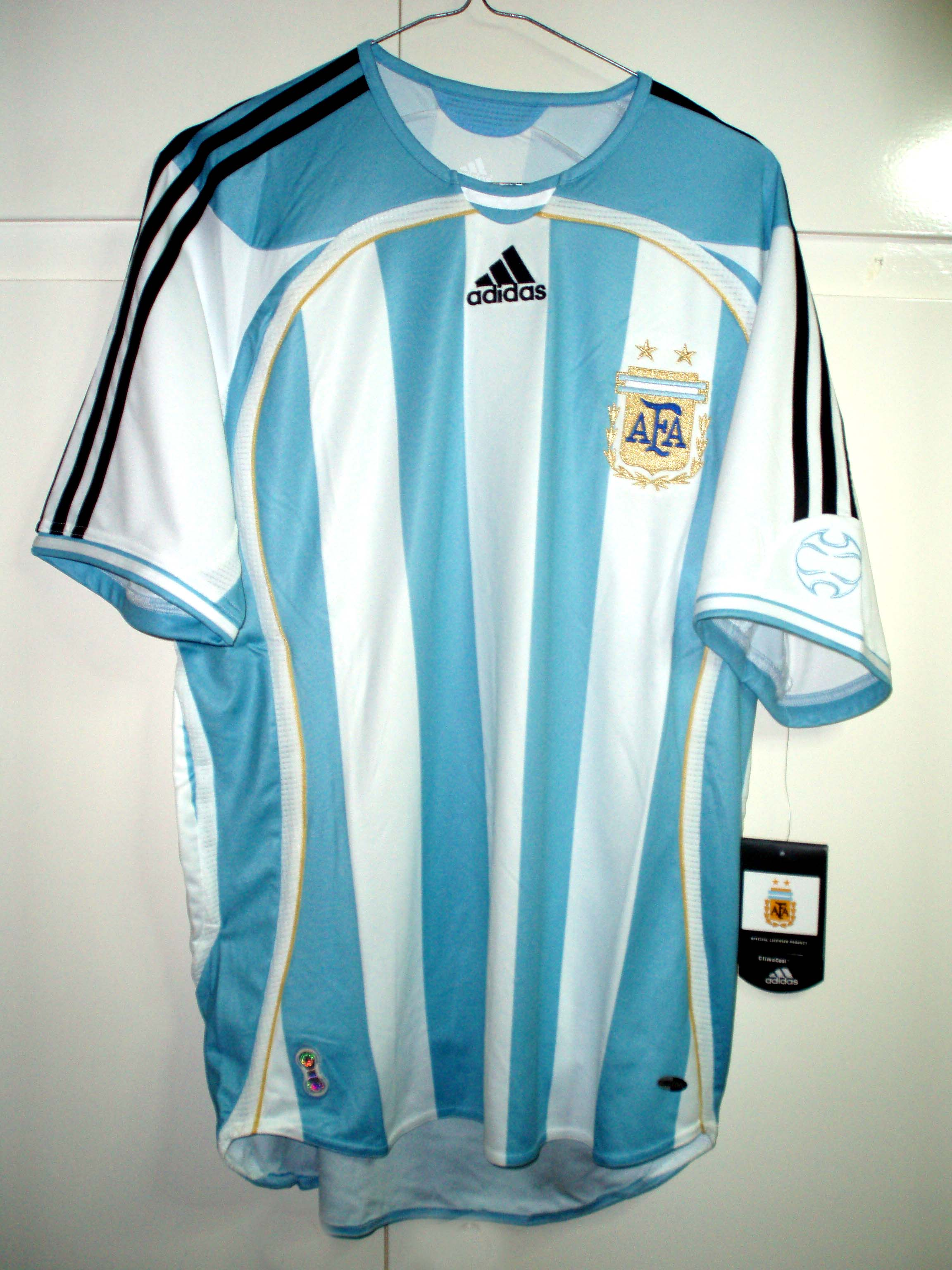
Copa do Mundo de 2006
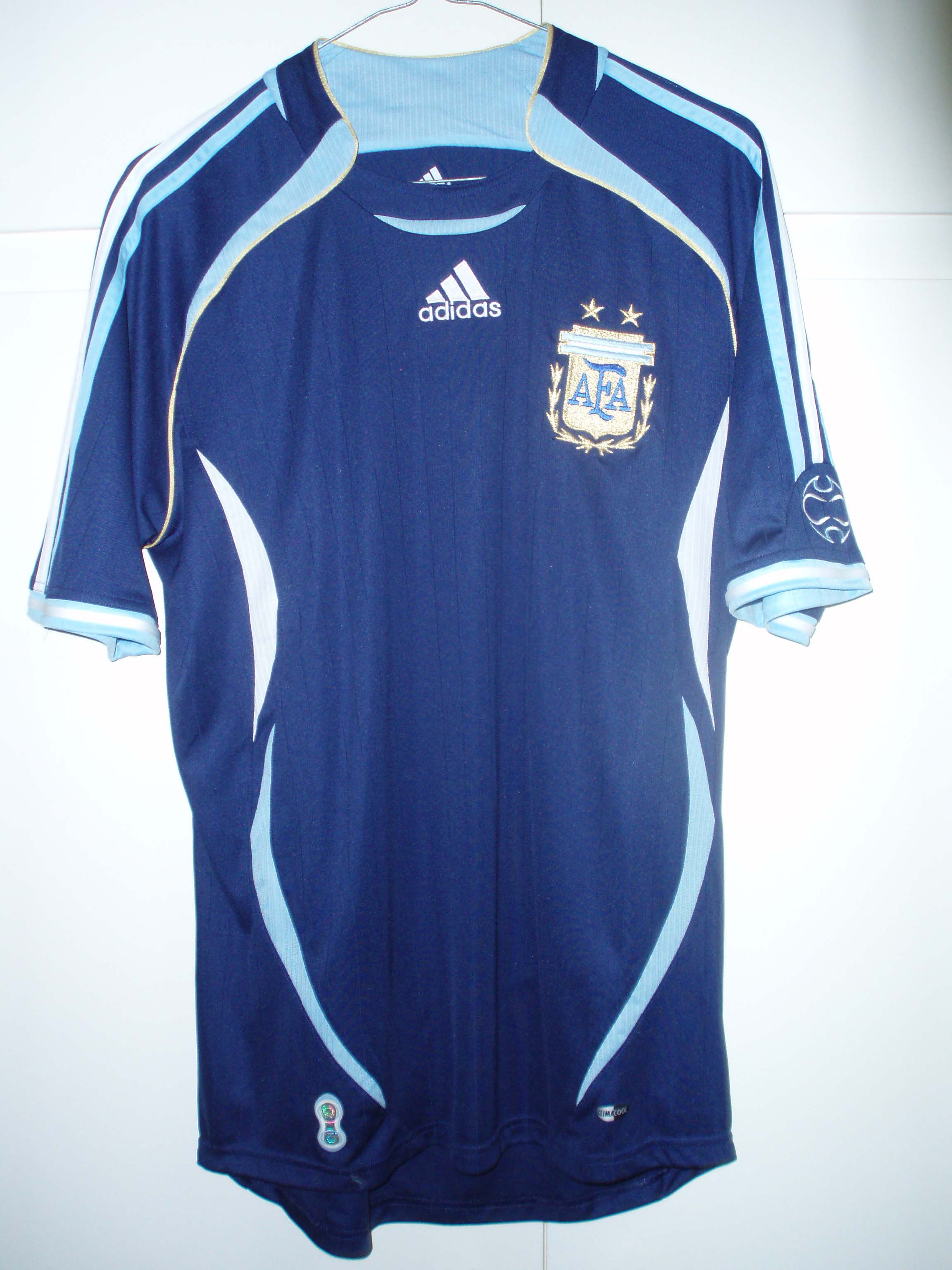
Copa do Mundo de 2006
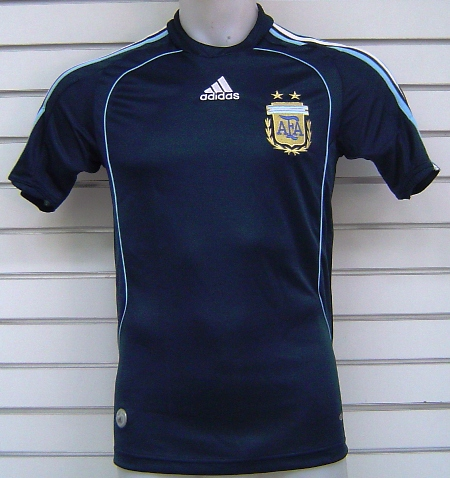
Eliminatórias para Copa do Mundo de 2010 (2)

### Fornecedores esportivos
| Período       | Marca           |
| ------------- | --------------- |
| 1901–1924     | Saint Margaret  |
| 1925–1958     | Gath & Chaves   |
| 1958–1963     | Industria Lanús |
| 1964–1965     | Noceto Sports   |
| 1966          | Sportlandia     |
| 1967–1974     | Industria Lanús |
| 1974–1979     | Adidas          |
| 1980–1989     | Le Coq Sportif  |
| 1990–1999     | Adidas          |
| 1999–2001     | Reebok          |
| 2001–presente | Adidas          |

### Seleção de Todos os Tempos
Durante o ano de 2015, a AFA (Associação de Futebol Argentino) reuniu as opiniões de personalidades ligadas ao futebol e, 
com base nos depoimentos, montou a Seleção Argentina de todos os tempos.
A equipe foi armada num 4-3-3, e teve a seguinte formação:
| Pos. | Jogador         |
| ---- | --------------- |
| G    | Fillol          |
| LD   | Zanetti         |
| Z    | Roberto Perfumo |
| Z    | Passarella      |
| LE   | Tarantini       |
| V    | Brindisi        |
| V    | Redondo         |
| M    | Maradona        |
| A    | Messi           |
| A    | Batistuta       |
| A    | Kempes          |

## Jogadores com mais presenças
Os jogadores com mais partidas disputaram até 11 de junho de 2025.
| #   | Nome                    | Período       | Partidas | Gols | Gols / Partidas | Títulos |
| --- | ----------------------- | ------------- | -------- | ---- | --------------- | ------- |
| 1.  | Lionel Messi            | 2005-Presente | 193      | 112  | 0.58            |         |
| 2.  | Javier Mascherano       | 2003-2018     | 147      | 3    | 0.02            |         |
| 3.  | Javier Zanetti          | 1994-2011     | 145      | 5    | 0.03            |         |
| 4.  | Ángel Di María          | 2008-2024     | 145      | 31   | 0.21            |         |
| 5.  | Nicolás Otamendi        | 2009-presente | 125      | 7    | 0.05            |         |
| 6.  | Roberto Ayala           | 1994-2007     | 115      | 7    | 0.06            |         |
| 7.  | Diego Simeone           | 1988-2002     | 106      | 11   | 0.10            |         |
| 8.  | Sergio Agüero           | 2006-2021     | 101      | 41   | 0.42            |         |
| 9.  | Oscar Ruggeri           | 1983-1994     | 97       | 7    | 0.07            |         |
| 10. | Sergio Romero (goleiro) | 2008-2018     | 96       | 0    | 0               |         |
| 11. | Diego Armando Maradona  | 1977-1994     | 91       | 34   | 0.37            |         |
| 12. | Ariel Ortega            | 1993-2010     | 88       | 17   | 0.18            |         |
| 13. | Gabriel Batistuta       | 1991-2002     | 78       | 56   | 0.72            |         |
| 14. | Carlos Tévez            | 2004-2015     | 76       | 13   | 0.17            |         |
| 14. | Juan Pablo Sorín        | 1995-2006     | 76       | 13   | 0.17            |         |
| 16. | Gonzalo Higuaín         | 2009-2018     | 75       | 31   | 0.41            |         |
| 17. | Américo Gallego         | 1975-1982     | 73       | 3    | 0.04            |         |
| 17. | Juan Sebastián Verón    | 1996-2010     | 73       | 9    | 0.13            |         |
| 19. | Gabriel Heinze          | 2003-2010     | 72       | 3    | 0.04            |         |
| 20. | Daniel Passarella       | 1976-1986     | 70       | 22   | 0.31            |         |

## Máximos goleadores
Os jogadores que mais marcaram gols até 11 de junho de 2025.
| #   | Nome                | Período       | Gols | Partidas | Média | Títulos |
| --- | ------------------- | ------------- | ---- | -------- | ----- | ------- |
| 1.  | Lionel Messi        | 2005-Presente | 112  | 193      | 0,58  |         |
| 2.  | Gabriel Batistuta   | 1991-2002     | 56   | 78       | 0,72  |         |
| 3.  | Sergio Agüero       | 2006-2021     | 41   | 101      | 0,40  |         |
| 4.  | Hernán Crespo       | 1995-2007     | 35   | 64       | 0,55  |         |
| 5.  | Diego Maradona      | 1977-1994     | 34   | 91       | 0,37  |         |
| 6.  | Lautaro Martínez    | 2018-presente | 32   | 70       | 0,45  |         |
| 7.  | Gonzalo Higuaín     | 2009-2019     | 31   | 75       | 0,41  |         |
| 8.  | Ángel Di María      | 2008-2024     | 31   | 145      | 0,21  |         |
| 9.  | Luis Artime         | 1961-1967     | 24   | 45       | 0,53  |         |
| 10. | Leopoldo Luque      | 1975-1981     | 22   | 45       | 0,49  |         |
| 11. | Daniel Passarella   | 1976-1986     | 22   | 70       | 0,31  |         |
| 12. | Herminio Masantonio | 1935-1942     | 21   | 19       | 1,11  |         |
| 13. | José Sanfilippo     | 1956-1962     | 21   | 28       | 0,72  |         |
| 14. | Mario Kempes        | 1973-1982     | 20   | 43       | 0,47  |         |
| 15. | René Pontoni        | 1939-1954     | 19   | 19       | 1,00  |         |
| 16. | Jorge Carrascosa    | 1968-1979     | 19   | 30       | 0,63  |         |
| 17. | Norberto Méndez     | 1940-1958     | 19   | 31       | 0,61  |         |

## Goleadores em Copas do Mundo
| Lionel Messi           | 13 | 2006, 2014, 2018, 2022 |
| Gabriel Batistuta      | 10 | 1994, 1998, 2002       |
| Diego Armando Maradona | 8  | 1982, 1986, 1994       |
| Guillermo Stábile      | 8  | 1930                   |
| Mario Alberto Kempes   | 6  | 1978                   |
| Gonzalo Higuaín        | 5  | 2010, 2014             |
| Leopoldo Jacinto Luque | 4  | 1978                   |
| Daniel Bertoni         | 4  | 1978, 1982             |
| Jorge Valdano          | 4  | 1986                   |
| Claudio Caniggia       | 4  | 1990, 1994             |
| Hernán Crespo          | 4  | 2002, 2006             |
| Carlos Peucelle        | 3  | 1930                   |
| Orestes Omar Corbatta  | 3  | 1958                   |
| Luis Artime            | 3  | 1966                   |
| René Houseman          | 3  | 1974                   |
| Daniel Passarella      | 3  | 1978, 1982             |
| Jorge Burruchaga       | 3  | 1986, 1990             |
| Maximiliano Rodríguez  | 3  | 2006                   |
| Carlos Tévez           | 3  | 2006, 2010             |
| Luis Monti             | 2  | 1930                   |
| Adolfo Zumelzú         | 2  | 1930                   |
| Ariel Ortega           | 2  | 1998                   |
| Marcos Rojo            | 2  | 2014, 2018             |
| Mario Evaristo         | 1  | 1930                   |
| Alejandro Scopelli     | 1  | 1930                   |
| Francisco Varallo      | 1  | 1930                   |
| Ernesto Belis          | 1  | 1934                   |
| Alberto Galateo        | 1  | 1934                   |
| Ludovico Avio          | 1  | 1958                   |
| Norberto Menéndez      | 1  | 1958                   |
| José Sanfilippo        | 1  | 1962                   |
| Ermindo Onega          | 1  | 1966                   |
| Rubén Ayala            | 1  | 1974                   |
| Carlos Babington       | 1  | 1974                   |
| Miguel Ángel Brindisi  | 1  | 1974                   |
| Ramón Heredia          | 1  | 1974                   |
| Héctor Yazalde         | 1  | 1974                   |
| Alberto Tarantini      | 1  | 1978                   |
| Osvaldo Ardiles        | 1  | 1982                   |
| Ramón Díaz             | 1  | 1982                   |
| José Luis Brown        | 1  | 1986                   |
| Pedro Pasculli         | 1  | 1986                   |
| Oscar Ruggeri          | 1  | 1986                   |
| Pedro Monzón           | 1  | 1990                   |
| Pedro Troglio          | 1  | 1990                   |
| Abel Balbo             | 1  | 1994                   |
| Claudio Javier López   | 1  | 1998                   |
| Mauricio Pineda        | 1  | 1998                   |
| Javier Zanetti         | 1  | 1998                   |
| Roberto Ayala          | 1  | 2006                   |
| Esteban Cambiasso      | 1  | 2006                   |
| Javier Saviola         | 1  | 2006                   |
| Martín Palermo         | 1  | 2010                   |
| Martín Demichelis      | 1  | 2010                   |
| Gabriel Heinze         | 1  | 2010                   |
| Ángel Di María         | 1  | 2014                   |
| Enzo Fernández         | 1  | 2022                   |

## Treinadores

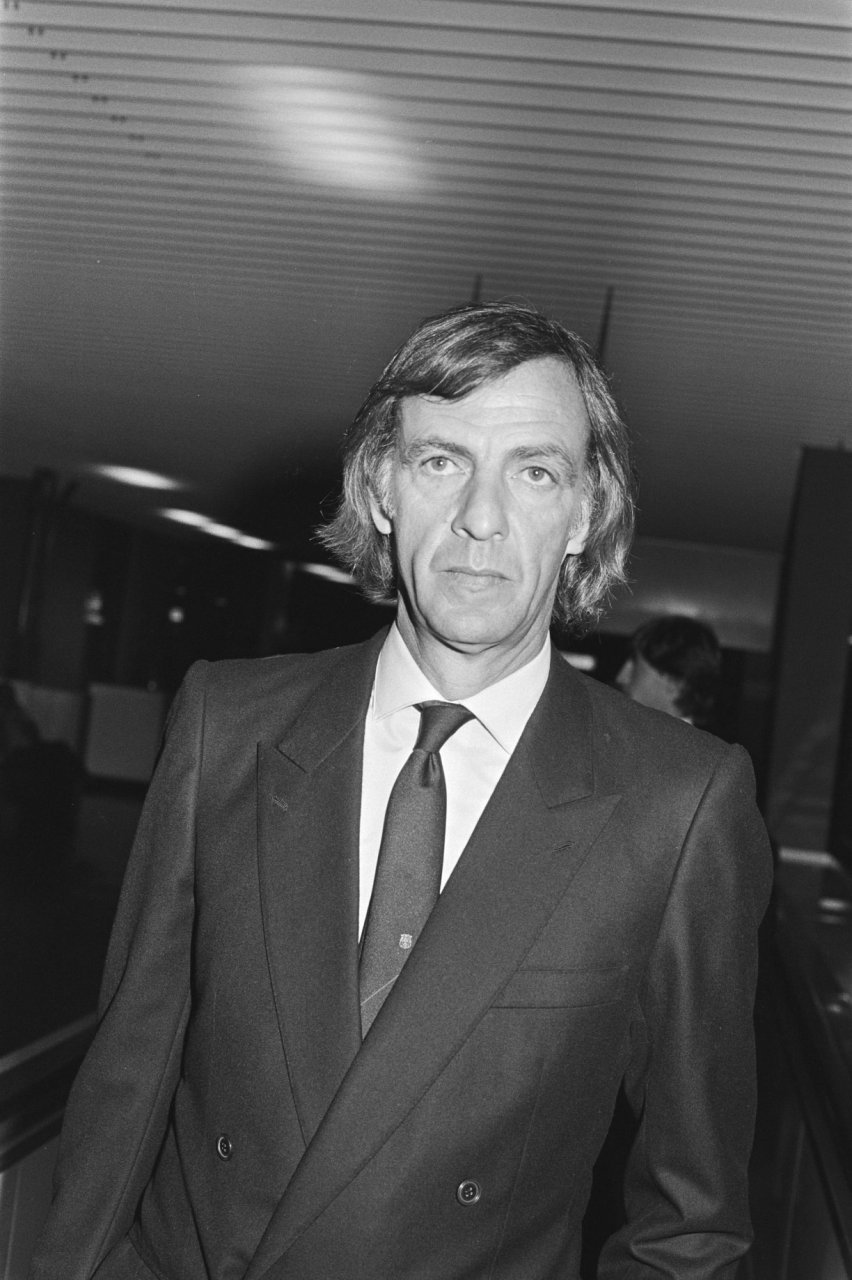
César Luis Menotti, o primeiro técnico a conquistar um título mundial para a Argentina na Copa do Mundo de 1978

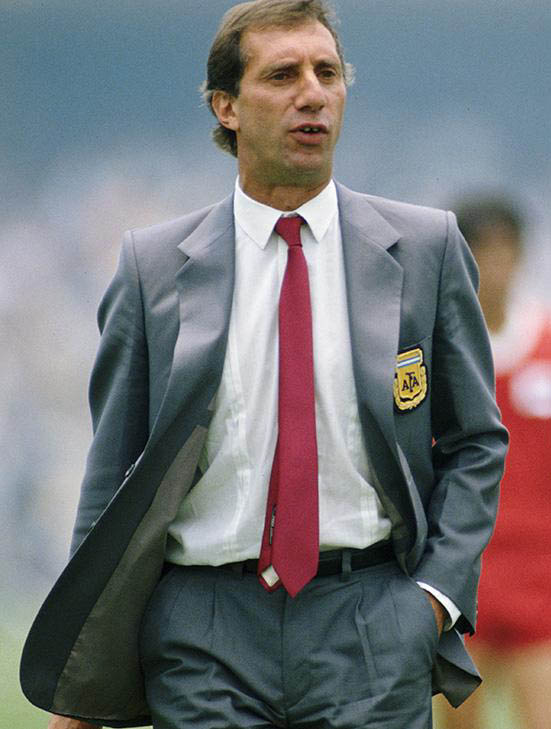
Carlos Bilardo, o segundo técnico a conquistar um título mundial para a Argentina na Copa do Mundo de 1986, além de ser vice-campeão na Copa do Mundo de 1990.

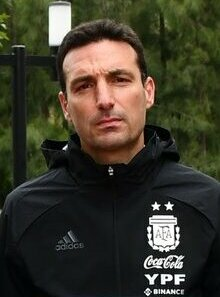
Lionel Scaloni, o terceiro técnico a conquistar um título mundial para a Argentina na Copa do Mundo de 2022. Além disso, também conquistou a Copa América de 2021, a Copa América de 2024 e a Copa dos Campeões da CONMEBOL–UEFA de 2022

| Ano       | Técnico                                | PJ  | PG | PE | PP | GF  | GC  | DIF  | EFT    |
| --------- | -------------------------------------- | --- | -- | -- | -- | --- | --- | ---- | ------ |
| 1924–1925 | Ángel Vázquez                          | 13  | 6  | 6  | 1  | 9   | 9   | +10  | 61,53% |
| 1926–1927 | José Millán                            | 13  | 8  | 3  | 2  | 44  | 15  | +29  | 69,23% |
| 1929–1930 | Francisco Olazar - Juan José Tramutola | 11  | 7  | 2  | 2  | 29  | 13  | +16  | 69,69% |
| 1934      | Felipe Pascucci                        | 1   | 0  | 0  | 1  | 2   | 3   | -1   | 00,00% |
| 1934–1937 | Manuel Seoane                          | 10  | 7  | 1  | 2  | 20  | 8   | +12  | 73,33% |
| 1938–1939 | Ángel Roca                             | 4   | 3  | 0  | 1  | 11  | 6   | +5   | 75,00% |
| 1939–1960 | Guillermo Stábile                      | 127 | 85 | 21 | 21 | 323 | 145 | +191 | 66,93% |
| 1960–1961 | Victorio Spinetto                      | 10  | 5  | 3  | 2  | 23  | 12  | +11  | 50,00% |
| 1961      | José d'Amico                           | 4   | 2  | 0  | 2  | 12  | 6   | +6   | 50,00% |
| 1962–1963 | Juan Lorenzo                           | 12  | 5  | 4  | 3  | 12  | 11  | +1   | 41,67% |
| 1963      | Alejandro Galán                        | 7   | 5  | 1  | 1  | 14  | 4   | +10  | 71,43% |
| 1963–1964 | Horacio Torres                         | 8   | 4  | 1  | 3  | 20  | 17  | +3   | 50,00% |
| 1964–1968 | José Minella                           | 26  | 11 | 9  | 6  | 46  | 25  | +21  | 42,31% |
| 1968      | Renato Cesarini                        | 5   | 1  | 1  | 3  | 5   | 8   | -3   | 20,00% |
| 1968–1969 | Humberto Maschio                       | 4   | 1  | 3  | 0  | 4   | 3   | +1   | 25,00% |
| 1969      | Adolfo Pedernera                       | 4   | 1  | 1  | 2  | 4   | 6   | -2   | 25,00% |
| 1969–1972 | Juan Pizzuti                           | 23  | 10 | 8  | 5  | 35  | 28  | +7   | 43,48% |
| 1972–1974 | Omar Sívori                            | 16  | 9  | 4  | 3  | 29  | 18  | +11  | 56,25% |
| 1974      | Vladislao Cap                          | 10  | 3  | 3  | 4  | 15  | 19  | -4   | 30,00% |
| 1974–1983 | César Menotti                          | 89  | 48 | 23 | 18 | 172 | 86  | +86  | 66,85% |
| 1983–1990 | Carlos Bilardo                         | 81  | 28 | 30 | 23 | 91  | 74  | +17  | 53,09% |
| 1990–1994 | Alfio Basile                           | 49  | 25 | 17 | 7  | 76  | 46  | +30  | 51,02% |
| 1994–1998 | Daniel Passarella                      | 57  | 33 | 13 | 10 | 104 | 42  | +62  | 57,89% |
| 1999–2004 | Marcelo Bielsa                         | 85  | 56 | 18 | 11 | 164 | 70  | +94  | 65,88% |
| 2004–2006 | José Pekerman                          | 28  | 15 | 7  | 6  | 53  | 32  | +21  | 53,57% |
| 2006–2008 | Alfio Basile                           | 28  | 14 | 8  | 6  | 44  | 25  | +19  | 50,00% |
| 2008–2010 | Diego Maradona                         | 25  | 18 | 0  | 7  | 47  | 31  | +16  | 72,00% |
| 2010–2011 | Sergio Batista                         | 12  | 6  | 3  | 3  | 24  | 14  | +10  | 50,00% |
| 2011–2014 | Alejandro Sabella                      | 42  | 26 | 10 | 6  | 34  | 15  | +19  | 61,90% |
| 2014–2016 | Gerardo Martino                        | 29  | 19 | 7  | 3  | 66  | 18  | +48  | 65,52% |
| 2016–2017 | Edgardo Bauza                          | 8   | 3  | 2  | 3  | 9   | 10  | -1   | 33,33% |
| 2017–2018 | Jorge Sampaoli                         | 15  | 7  | 4  | 4  | 27  | 21  | +6   | 55,55% |
| 2018–     | Lionel Scaloni                         | 85  | 60 | 17 | 8  | 173 | 46  | +87  | 70,59% |